# NGC 1781
NGC 1781 = NGC 1794 è una vasta galassia lenticolare situata nella costellazione della Lepre, a una distanza di circa 240 milioni di anni luce dalla nostra Via Lattea.

## Scoperta
La galassia è stata scoperta il 6 febbraio 1785 dall'astronomo britannico di origine tedesca William Herschel e venne inserita nel New General Catalogue con la designazione NGC 1781.
Un secolo più tardi, l'11 dicembre 1885, la galassia è stata nuovamente osservata dall'astronomo statunitense Ormond Stone; questa nuova descrizione è stata in seguito inserita nel New General Catalogue con la designazione NGC 1794.